# Capitanei (famiglia)
I Capitanei (o De Capitaneis, De Capitani, Capitanei Negri) sono un'antica famiglia nobile italiana originaria di Vizzola Ticino, signori di Sondrio e Valmalenco dal 1048, con la concessione di Enrico III di Franconia, al 1436, con la morte di Francesco Antonio Capitanei.

## Storia
La leggenda sorta già sulla fine del Medioevo, vorrebbe i Capitanei di Sondrio originari di Francia e consanguinei del paladino Orlando, giunti in Valtellina nel 1048 con Alberto, figlio di Viviano di Clarmont e di una damigella di sangue reale franco: Alberto Capitanei avrebbe portato con sé quale trofeo nientemeno che il corno inutilmente suonato da Orlando a Roncisvalle.
La realtà è alquanto diversa, giacché si tratta di una stirpe longobarda, quella dei seniores de Viciola, investita di un feudo capitanale per merito dell'imperatore del Sacro Romano Impero Enrico III di Franconia. In origine il feudo aveva per confini, a occidente, il torrente Masino e a oriente, il torrente Davaglione, che divide in due parti il comune di Montagna: nel 1110 sono ricordati i fratelli Rodolfo, Uberto e Guidone. La famiglia si suddivise poi in varie linee, talora sparse nei castelli posti a difesa del feudo, talaltra dedite alle professioni: le linee principali furono però sempre quelle che si denominarono dei Capitanei Bianchi e i Capitanei Negri, da quest'ultima si dirama il ceppo dei signori di Masegra.
Come per il resto della Valtellina, i Capitanei furono vassalli del Vescovo di Como.

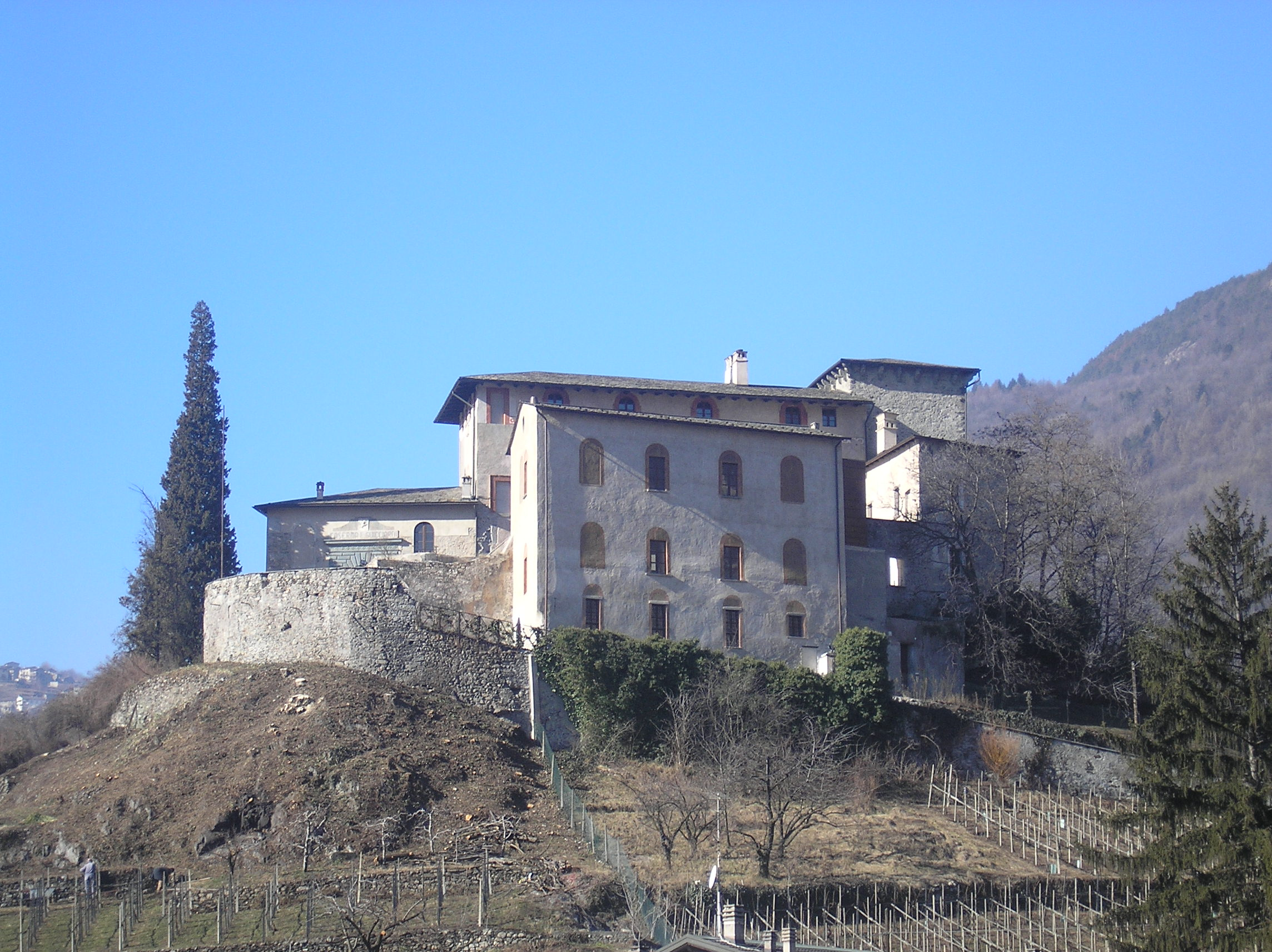
Castel Masegra.

Nel 1276 erano investiti dell'«antico feudo» i fratelli Goffredo ed Alberto Capitanei, con il nipote Petruccio detto Gobbanus; a Goffredo successero poi i figli Egidio detto Zirio, Corrado e Ruggero, podestà di Bormio nel biennio 1308-1309. A quest'ultimo, morto prematuramente, successe il figlio Tebaldo, il quale negli anni 1318-1325, insieme allo zio Corrado, fece erigere la prima vera cinta muraria di Sondrio sulle fondamenta di palizzate provvisorie.
Dal XIII secolo le tendenze politiche dei Capitanei si avvicinarono sempre di più alla causa guelfa così da inimicarsi la potente famiglia comasca dei Rusca o Rusconi. Sondrio fu distrutta ben tre volte, rispettivamente negli anni 1292, 1304 e 1310, e fu espugnata definitivamente nel 1330.
Nel 1335 Sondrio cadde insieme a Como e a tutta la Valtellina nelle mani della signoria di Milano di Azzone Visconti, il quale nel 1336 risalì la valle per spegnere gli ultimi focolai di resistenza guelfa. Nello stesso anno concesse a Tebaldo Capitanei il titolo di Capitaneus Vallistelline con la qualifica platonica di "governatori della Valtellina", titolo però assolutamente privo di significato come dimostrò scelta fatta dal Visconti di spostare la sua residenza in valle al Castel Grumello, sede della famiglia ghibellina dei Piri o De Piro; situatosi nell'attuale comune di Montagna in Valtellina fu un vero nido dell'aquila sopra Sondrio.
Nel 1370 Tebaldo divenne capo della ribellione dei guelfi valtellinesi contro i Visconti, tuttavia la reazione del co-signore di Milano Galeazzo II Visconti fu relativamente breve così che Sondrio subì tre lunghi anni d'assedio. Solo nel 1373 Tebaldo Capitanei si arrese uscendo dal Castel Masegra conservando le armi e le insegne; il Visconti nell'impossibilità di venire a capo della situazione, concesse l'onore delle armi ai vinti.

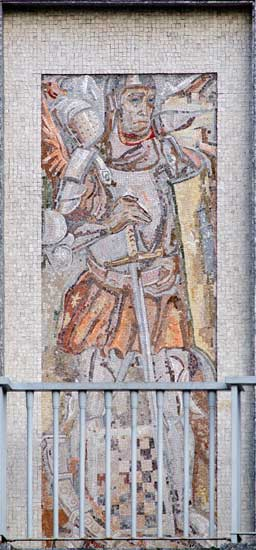
Tebaldo de' Capitanei raffigurato in un mosaico in pietra in Piazza Garibaldi a Sondrio, realizzato da Livio Benetti nel 1956.

Sembra che, Tebaldo Capitanei, terminò i propri giorni quale monaco nell'eremo montano di San Romerio; suo figlio Francesco sposò Lodola di Maffolo Lambertenghi di Como, che nel 1391 rimase vedova con tre figli, Pandolfo, Nicodemo e Francesco Antonio, i primi due furono afflitti da morte infantile, così che nel 1411 rimase il solo Francesco Antonio a capo della casata.
Nel 1430 Francesco Antonio Capitanei fu uno dei capi del partito favorevole all'amministrazione della Valtellina alla Repubblica di Venezia sempre a danno dei Visconti. La lotta per il controllo della valle terminò nel 1432 con la vittoria dei milanesi a Delebio, guidati da Niccolò Piccinino e Stefano Quadrio, capo dei ghibellini valtellinesi, contro i veneziani. Nel 1436 (o 1433) morì Francesco Antonio Capitanei senza eredi maschi, la sua unica figlia Giacomina trasferì la titolarità della signoria al marito Antonio Beccaria di Tresivio, da non confondere con la più celebre famiglia Beccaria di Pavia, andando in sposa ad Antonio Beccaria.
Anche i discendenti di Egidio di Bormio si spensero al principio del XV secolo con l'omonimo pronipote, mentre Corrado non ebbe figli maschi.